# 茜色に焼かれる
『茜色に焼かれる』（あかねいろにやかれる）は、2021年5月21日に公開の日本映画。監督は石井裕也、主演は本作が4年ぶりの実写映画単独主演作となる尾野真千子。R15+指定。

## あらすじ
シングルマザーの田中良子は夫・陽一の死後、花屋のバイトと風俗嬢の仕事を掛け持ちしている。風俗店の客の欲望に奉仕をしながら、時に理不尽な扱いを受けても笑顔で「まあ頑張りましょう」を口癖に日々を過ごしていた。陽一は7年前、老人が運転する車にはねられて死亡し、加害者はアルツハイマー病で罪に問われず、謝罪がないことを理由に良子は賠償金の受け取りを拒否している。ほどなくしてその老人が死去する。
亡夫陽一は生前バンドマンで、かつての愛人との間に子どもを儲けていてその養育費と、脳梗塞から施設入居を余儀なくされた陽一の父の入居費用を良子が払い続けている。
息子の純平は学校でいじめに遭っている。良子が風俗で働いていることが知られているらしく、それをネタに同級生から暴力を受けるが、良子が学校に抗議しても相手にされない。
良子が働く風俗店にはケイという同僚がいて、理不尽な日々に疲れ果てた良子の愚痴を聞いてくれる。そのケイは、幼少期から父親の性的虐待を受けてきて、また糖尿病を抱えた身で、良子とは呑んで本音を言い合う仲になる。
そんなある日、良子は中学の同級生の熊木直樹と再会する。妻と離婚したと言う熊木との交際が始まり、良子は結婚を意識するようになる。滞在先のラブホテルで、良子は熊木に風俗店で働いていた過去と愛を打ち明ける。しかし熊木は態度を豹変させ、離婚は嘘で、交際はあくまで遊びだと言い出し、良子は悲嘆に暮れる。茫然自失となった良子はシーツで隠していたバストトップを熊木に露わにされ、肉体をもてあそばれる。
その帰り、熊木によって身も心もボロボロにされた良子は居酒屋で偶然ケイと会い、二人で飲み交わす。ケイも壮絶な人生を歩んでいて、ヒモのDV男と同棲し、妊娠したが堕胎を強要され、その施術の際に子宮頸がんが見つかって、しかも進行していた。
また、純平に対するいじめは更に過激になり、ベランダに置いた本に放火されてボヤ騒ぎを起こし、迷惑と責められ団地から追い出されてしまう。
自棄を起こした良子は、その矛先を熊木に向け包丁を持って熊木に会うが、後をつけた純平の機転でケイたちが駆け付け、大事に至らずに済む。
それから間もなくケイが亡くなる。自殺か事故かは不明だが、ケイから二人宛てに残されていた封筒には、多額の現金が入っていた。
元アングラ女優だったという良子は、義父が入所する施設のオンライン慰問公演で、「神様」と題する一人芝居を演じる。それは動物のぬいぐるみを陽一に見立て、彼への愛と恨みを告白するものだった。

## キャスト
- 田中良子：尾野真千子
- 田中純平：和田庵[1][2]
- ケイ：片山友希[1][2]
- 田中陽一：オダギリジョー[1][2]
- 中村：永瀬正敏[1][2]
- 熊木直樹：大塚ヒロタ[3]
- 滝：芹澤興人[3]
- 斉木：笠原秀幸[3]
- 教師：泉澤祐希
- ケイの彼氏：前田勝
- 店長：コージ・トクダ
- 幸子：前田亜季[3]
- 有島耕：鶴見辰吾[3]
- 成原：嶋田久作[3]

## スタッフ
- 監督・脚本・編集：石井裕也
- 音楽：河野丈洋
- 主題歌：GOING UNDER GROUND「ハートビート」（ビクターエンタテインメント）[4]
- 製作：五老剛、竹内力
- ゼネラルプロデューサー：河村光庸
- エグゼクティブプロデューサー：飯田雅裕
- プロデューサー：永井拓郎、神保友香
- 共同プロデューサー：中島裕作、徳原重之、長井龍
- 撮影：鎌苅洋一
- 照明：長田達也
- 録音：小松将人
- 美術・装飾：石上淳一
- 衣装：
- ヘアメイク：豊川京子
- 編集：岡﨑正弥
- VFXプロデューサー：赤羽智史
- 音響効果：柴崎憲治
- 助監督：岡部哲也
- アソシエイトプロデューサー / スチール：内堀義之
- ラインプロデューサー：氏家英樹
- 配給：フィルムランド、朝日新聞社、スターサンズ
- 制作プロダクション：RIKIプロジェクト
- 製作幹事：朝日新聞社
- 製作：『茜色に焼かれる』フィルムパートナーズ（朝日新聞社、RIKIプロジェクト）

## 受賞
- 第13回TAMA映画賞
  - 最優秀女優賞（尾野真千子）[5]
- 第44回山路ふみ子映画賞
  - 山路ふみ子女優賞（尾野真千子）[6]
- 第46回報知映画賞
  - 新人賞（片山友希）
- 第43回ヨコハマ映画祭
  - 日本映画ベストテン 第6位
  - 主演女優賞（尾野真千子）
  - 助演女優賞（片山友希）
- 第76回毎日映画コンクール
  - 女優主演賞（尾野真千子）
  - スポニチグランプリ新人賞（和田庵）
  - スポニチグランプリ新人賞（片山友希）
- 第35回高崎映画祭
  - 最優秀新人俳優賞（片山友希）
  - 最優秀新人俳優賞（和田庵）
- 映画芸術 2021年日本映画ベストテン 第7位
- 第95回キネマ旬報ベスト・テン
  - 日本映画ベスト・テン 第2位
  - 読者選出日本映画ベスト・テン 第3位
  - 主演女優賞（尾野真千子）
  - 新人男優賞（和田庵）
- おおさかシネマフェスティバル2022
  - 日本映画ベストテン 第6位
  - 主演女優賞（尾野真千子）
  - 新人女優賞（片山友希）
- 第31回日本映画プロフェッショナル大賞
  - ベストテン第6位

※主演女優賞部門の尾野は他映画賞で受賞済のため選考対象外